# Caraval (novela)
Caraval  es una novela de fantasía juvenil escrita por la autora estadounidense Stephanie Garber. Publicada en 2017, es la primera entrega de la trilogía Caraval, seguida por Legendary (2018) y Finale (2019). La historia se centra en dos hermanas, Scarlett y Donatella Dragna, quienes participan en un misterioso juego llamado Caraval, donde la línea entre la realidad y la fantasía se difumina.

## Sinopsis
Scarlett Dragna ha pasado toda su vida soñando con Caraval, un espectáculo legendario que promete magia y maravillas más allá de la imaginación. Criada bajo la mano dura de su padre, nunca creyó que pudiera escapar de su control. Sin embargo, cuando finalmente recibe una invitación para asistir al misterioso juego junto a su hermana Donatella, ve una oportunidad única.
Con la ayuda de un marinero llamado Julian, ambas llegan a la isla donde se celebra Caraval, solo para descubrir que este año el juego gira en torno a la desaparición de Donatella. Scarlett debe seguir las pistas que la llevarán hasta su hermana, pero en Caraval nada es lo que parece: cada persona puede estar mintiendo, cada pista puede ser una trampa y cada decisión tiene consecuencias reales. A medida que avanza la noche, Scarlett se verá atrapada entre la emoción del juego, el peligro que acecha en las sombras y la posibilidad de que todo lo que creía saber sobre Caraval sea una ilusión.
Si no encuentra a su hermana antes de que acabe el juego, Donatella podría desaparecer para siempre… pero, ¿hasta qué punto puede confiar en lo que ve y en quienes la rodean?

## Personajes principales
- Scarlett Dragna: La protagonista, es la hermana mayor de Donatella. Ha vivido siempre bajo la estricta tutela de su padre en la isla de Trisda. Scarlett es cautelosa y protectora, especialmente con su hermana, y sueña con escapar de su vida controlada.[4]
- Donatella "Tella" Dragna: Hermana menor de Scarlett, es impulsiva y aventurera. Anhela la libertad y está dispuesta a arriesgarlo todo para conseguirla. Su desaparición se convierte en el eje central del juego de Caraval.[4]
- Julian Santos: Un marinero misterioso que ayuda a las hermanas a llegar a Caraval. Aunque inicialmente parece tener     intenciones ocultas, su papel en el juego es más complejo de lo que aparenta.[4]
- Legend: El enigmático maestro de Caraval, conocido por su habilidad para crear juegos llenos de magia e ilusión. Su verdadera     identidad y motivaciones son un misterio que se desvela a lo largo de la trama.[4]
- Gobernador Dragna: Padre de Scarlett y Donatella, es autoritario y utiliza métodos brutales para mantener el control sobre     sus hijas. Su comportamiento despótico es una de las razones por las que las hermanas desean escapar.[4]
- Conde Nicolas d'Arcy: El prometido arreglado de Scarlett. Aunque se menciona en la historia, su papel es más significativo     en el contexto de las decisiones que Scarlett debe tomar sobre su futuro.[4]

## Recepción
Caraval fue bien recibido por la crítica, obteniendo en su mayoría valoraciones positivas. Publishers Weekly elogió la novela destacando que "personajes intrigantes, un escenario imaginativo y una escritura evocadora se combinan para crear una historia fascinante de amor, pérdida, sacrificio y esperanza". Además, la novela tuvo un gran impacto en los lectores, logrando mantenerse durante quince semanas en la lista de bestsellers de The New York Times, donde alcanzó el segundo lugar.

## Secuelas
La trilogía Caraval de Stephanie Garber continúa con las novelas Legendary y Finale, que amplían el universo mágico introducido en la primera entrega y profundizan en las historias de los personajes principales.
En Legendary la historia toma un nuevo enfoque al seguir la aventura de otro personaje central, quien se ve envuelto en una edición completamente diferente del juego de Caraval. Esta vez, el desafío no solo implica seguir pistas y descubrir secretos, sino que también está vinculado a un enigma mayor que podría cambiar el destino de todos los involucrados. A medida que avanza el juego, se revelan nuevas facetas del misterioso Legend y del mundo que lo rodea.
Con Finale la trilogía llega a su desenlace con una historia que trasciende el propio juego de Caraval. En esta entrega, los protagonistas deberán enfrentarse a desafíos que van más allá de la magia del espectáculo y tomar decisiones que podrían alterar el curso de sus vidas. La línea entre la realidad y la fantasía se vuelve más difusa que nunca, y el final de la historia dependerá de elecciones arriesgadas, alianzas inesperadas y secretos que han estado ocultos desde el principio.

## Adaptación cinematográfica
En 2015, los derechos cinematográficos de Caraval fueron adquiridos por Twentieth Century Fox, con planes para una adaptación titulada Hearts Made of Black. Sin embargo, hasta la fecha, no se ha confirmado la producción de la película.